# Diostrombus apicalis
Diostrombus apicalis är en insektsart som först beskrevs av Gustaf Emanuel Haglund 1899.  Diostrombus apicalis ingår i släktet Diostrombus och familjen Derbidae. Inga underarter finns listade i Catalogue of Life.